# Denis Lachaud
Denis Lachaud (né à Paris en 1964) est un auteur, metteur en scène et comédien français.

## Biographie
Dans le cadre de ses études d'anglais et d'allemand à La Sorbonne, Denis Lachaud passe plusieurs mois en Allemagne durant lesquels il découvre la pratique théâtrale.

### Débuts théâtraux
À son retour en France, il entre à l'école du théâtre de l'Ombre à Paris (1987-1990).
En 1990, il fonde avec Christophe Perrier, Franck Magnier, Dörthe Kamphausen et Claudia Orenstein la compagnie Téatralala, au sein de laquelle les trois hommes officient comme auteurs, metteurs en scène et comédiens, après que Dörthe et Claudia sont reparties vers leur pays d'origine (l'Allemagne pour Dörthe, les États-Unis pour Claudia).
Son premier roman, J'apprends l'allemand, est publié en 1998 chez Actes Sud : « La langue étrangère est l’occasion d’immerger mes personnages dans un autre monde, presque dans une autre personnalité. » La quasi-totalité de son œuvre romanesque et théâtrale est publiée respectivement chez Actes Sud et Actes Sud-Papiers. Depuis 2020, ses pièces paraissent chez Esse Que Éditions.

### Travaux collectifs
Depuis 2002, il est membre du collectif La Forge, avec les photographes Olivia Gay et Eric Larrayadieu, la plasticienne Marie-Claude Quignon, les graphistes de Nous Travaillons Ensemble et le sociologue Christophe Baticle.
Avec Olivia Rosenthal, il écrit, met en scène et joue Olivia Rosenthal et Denis Lachaud occupent le terrain, ensemble de trois performances créées de 2006 à 2008 :
- Olivia Rosenthal et Denis Lachaud, écrivains en colère ;
- Olivia Rosenthal et Denis Lachaud dépassent les bornes ;
- Olivia Rosenthal et Denis Lachaud parlent de l'autre sexe.

En mars 2011, il participe, avec Laurent Larivière, Vincent Rafis et Sophie Wahnich à l’écriture et à la conception d’un spectacle mêlant théâtre et cinéma, qui est une réflexion sur la situation des sans-papiers en France : Eldorado dit le policier, créé au Centre dramatique national Orléans-Loiret-Centre, puis repris à la Grande Halle de la Villette.
De 2007 à 2016, il est auteur associé au Centre dramatique national d'Orléans (direction Arthur Nauzyciel).
En 2019, il crée avec le chorégraphe Amala Dianor Xamûma fane lay dëm / Je ne sais pas où je vais, duo dansé, commande du Festival Concordan(s)e.

### Auteur prolifique
En 2005-2006, il écrit une pièce sur la schizophrénie, Mon mal en patience. Il la met en scène avec des lycéens d'Orléans. Une des scènes, portant sur l’erreur de diagnostic, est retirée pour devenir, augmentée, La Magie lente, publiée et jouée en 2018.
En 2011, il publie J'apprends l'hébreu, roman qui s'interroge de nouveau sur ce qui fonde une identité : la famille, le pays, la langue, l'écriture... Il raconte l'histoire d'un jeune homme, Frédéric, âgée de dix-sept ans, qui connaît de graves problèmes de communication, notamment en raison des multiples mutations professionnelles de son père. Après Paris, Oslo et Berlin, il arrive avec sa famille en Israël, où il découvre l'hébreu, une langue qui, de par son incompréhensibilité pour tous, suscite un nouvel espoir en lui. Il décide de partir à la rencontre des habitants de Tel-Aviv avec un dictaphone pour leur poser trois questions, toujours les mêmes : quelle langue parlez-vous ? Quel est votre territoire ? Comment vous sentez-vous à l'extérieur du territoire ? Est-ce que votre territoire a changé en taille pendant votre vie ? Denis Lachaud explique au micro de Caroline Broué sur France culture : « Les questions autour de la langue sont très intéressantes en Israël, parce que c'est un pays qui est encore peuplé de plus de 50 % de gens qui ne sont pas nés là. [...] La question du territoire est très vivace en Israël. »
Fin 2011, il écrit les textes du spectacle Les Grands Plateaux pour le metteur en scène Jean-Philippe Naas (écriture de plateau). Le spectacle est créé à La Filature (à Mulhouse).
Son roman Ah ! Ça ira..., publié en 2015, reçoit le prix Jean Amila-Meckert 2016, créé onze ans plus tôt par l’association Colères du présent, dans le but de récompenser chaque année le meilleur livre d’expression populaire et de critique sociale, et décerné à l'occasion du Salon du livre d'expression populaire et de critique sociale d'Arras. Denis Lachaud préside le prix Jean Amila-Meckert l'année suivante.
Le 4 avril 2018 au théâtre de Belleville, Pierre Notte et Benoît Giros, respectivement metteur en scène et comédien, créent La Magie lente, qui traite des conséquences d'une erreur de diagnostic. Le critique Frédéric Dieu souligne une double frontalité du texte, « un double tête à tête qui ne montre cependant chaque fois qu’une seule tête. Première frontalité : celle, dans le texte, entre le patient et son analyste d’une part, entre le conférencier et son public d’autre part. […] Seconde frontalité qui vient réitérer et prolonger la première : celle entre le comédien et le public puisque celui-là s’adresse directement à celui-ci ». C'est ce qui explique, selon Frédéric Dieu, pourquoi le texte contient une « froideur clinique, nous dirions même juridique : celle d’un rapport d’expertise médicale que son auteur restitue devant le tribunal, aux jurés, avec toute l’évidence et la supériorité du sachant ». Le spectacle est joué au théâtre de la Reine blanche (Paris), lors d'Avignon Off à Artéphile, lors du festival OUI ! à Dau al sec (Barcelone), etc.
Ses textes ont fait l'objet de traductions en anglais (USA), allemand, portugais, italien, catalan, hébreu et slovaque.

### Vie privée
Denis Lachaud vit à Paris.

## Thèmes

### Écritures théâtrale et romanesque
Dans son entretien avec le journaliste et critique Pierre Monastier, Denis Lachaud explique ainsi le moteur de son écriture théâtrale : « J’écris pour les comédiens, parfois connus, parfois inconnus. J’écris pour que le comédien puisse s’épanouir en véhiculant ce texte, produit d’une pensée qui n’est pas la sienne, qu’il puisse déployer ses capacités d’expression, physique, émotionnelle, etc. Quand je commence un texte, je ne sais pas quel type de voix le portera… Quand on écrit pour le théâtre, on laisse de la place pour un autre, d’autant plus que je ne joue ni ne mets en scène mes propres textes. »
Denis Lachaud distingue par ailleurs nettement, dans ce même entretien, l'écriture théâtrale de l'écriture romanesque, le genre autant que la temporalité se plaçant à différents endroits : « Il n’y a pas de parole romanesque : le roman n’est pas une parole ; il n’est pas écrit pour être proféré. Il passe directement du papier à l’intériorité du lecteur, en silence. Lorsque j’écris du théâtre, je suis justement du côté de la parole. D’où mon architecture en vers. Je suis relié à une temporalité de la parole dans le théâtre – cela doit faire environ une heure, une heure et demie –, quand cette temporalité est du côté du lecteur dans le roman : je ne maîtrise rien de son rythme de lecture. »

## Œuvres

### Romans
- 1998 : J'apprends l'allemand, Actes Sud
- 2000 : La Forme profonde, Actes Sud
- 2003 : Comme personne, Actes Sud
- 2005 : Le vrai est au coffre, Actes Sud
- 2009 : Prenez l'avion, Actes Sud
- 2011 : J'apprends l'hébreu, Actes Sud
- 2011 : L'Homme inépuisable, en collaboration avec Ulrika Byttner, Éditions du Chemin de fer
- 2015 : Ah ! Ça ira..., Actes Sud, prix Jean Amila-Meckert 2016
- 2019 : Les Métèques, Actes Sud, prix Lire en poche de littérature française 2022
- 2022 : Le Silence d'Ingrid Bergman, Actes Sud

### Littérature jeunesse
- 2007 : Foot foot foot, Actes Sud Junior
- 2008 : Moi et ma bouche, Actes Sud-Papiers, collection Heyoka (théâtre)
- 2014 : Le Rayon fille, Actes Sud Junior

### Théâtre
- 2003 : Hetero, suivi de Ma forêt fantôme, Actes Sud-Papiers
- 2011 : L’Une, Actes Sud-Papiers
- 2018 : La Magie lente suivi de Survie et de La Rivière, Actes Sud-Papiers
- 2020 : Jubiler, Esse Que Éditions, lauréat de l'Aide à la création de textes dramatiques – Artcena
- 2021 : L'Archipel suivi de NBA, Esse Que Éditions
- 2022 : Déraisonnable suivi de Mon mal en patience, Esse Que Éditions
- 2024 : Tant pis c'est moi avec Sam Karmann, L'Avant-scène théâtre
- 2025 : L'Édifice en construction suivi de Je suis ailleurs et de Poséidon, Esse Que Éditions
- 2025 : Le Voyage d'hiver, Esse Que Éditions

### Autres
- 2007 : Fées diverses, ouvrage collectif - La Forge, Dumerchez
- 2009 : Et le travail ?, ouvrage collectif - La Forge, Dumerchez
- 2011 : Nous sommes ici, ouvrage collectif - La Forge, Dumerchez
- 2013 : Hors la République ?, ouvrage collectif - La Forge, Dumerchez
- 2021 : Un bord de monde - camps palestiniens, ouvrage collectif - La Forge, Éditions Helvétius

## Productions théâtrales
- 1996 : Le Lion qui rit et la femme en boîte (auteur/metteur en scène) Daniel Sorano, Vincennes. Non publié.
- 2002 : Ma forêt fantôme (auteur/metteur en scène) La Fonderie, Le Mans.
- 2002 : Ne pas  (auteur) spectacle de Bruno Lajara, Culture Commune, Loos en Gohelle.
- 2002 : Le Lion qui rit et la femme en boîte (auteur), mise en scène de Vincent Rafis, théâtre du Pavé (Toulouse).
- 2005 : Hetero (auteur, traduction en portugais de Jose Paulo Moura), mise en scène de Francisco Alves, Teatro Rivoli, Porto.
- 2006 : 5 minutes avant l'aube (auteur), performance imaginée par Adrien de Van et Pauline Bureau, Avignon.
- 2008 : Moi et ma bouche (auteur), mise en scène de Jean-Philippe Naas, L'Arche (Bethoncourt).
- 2010 :  Hetero (traduction en anglais de Bruce Benderson), mise en espace d'Arthur Nauzyciel, Festival Crossing the line, New York.
- 2011 : Eldorado dit le Policier (auteur/acteur, création collective) CDN Orléans Loiret Centre et Grande Halle de la Villette.
- 2011 : L'Une (auteur) lecture dirigée par Arthur Nauzyciel, Théâtre Ouvert.
- 2011 : Les Grands Plateaux (auteur), mise en scène de Jean-Philippe Naas, La Filature-Mulhouse.
- 2012 : Hetero, mise en scène de Thomas Condemine, CDN Poitou-Charentes, Poitiers.
- 2014 : NBA (auteur), mise en scène de Vincent Rafis, université de Grenoble.
- 2014 : NBA, lecture dirigée par Arthur Nauzyciel, Théâtre Ouvert.
- 2014 : Hetero, représentations au théâtre du Rond-Point (Paris) dans la mise en scène de Thomas Condemine.
- 2014 : Mon petit monde porno de Gabriel Calderón, (acteur) mise en scène de Benoit Giros (Théâtre des Quartiers d'Ivry)
- 2015 : La Magie lente (auteur), lecture dirigée par Benoît Giros, Festival Text'avril, Théâtre de la Tête Noire, Saran
- 2015 : Hetero, (traduction en slovaque de Maria Zachenska) mise en scène de Maria Zachenska, Divaldo Arena, Bratislava.
- 2016 : Old times, de Harold Pinter (dramaturge), mise en scène de Benoît Giros, Théâtre de l'Atelier, Paris.
- 2018 : La Magie lente (auteur), mise en scène Pierre Notte, création au théâtre de Belleville
- 2018 : La Rivière (auteur), mise en scène Jean-Philippe Naas, Dieppe Scène Nationale.
- 2019 : La Rivière (auteur), mise en scène de Jean-Philippe Naas, Théâtre Dijon Bourgogne CDN, tournée en France.
- 2019 : La Magie lente (auteur), mise en scène de Pierre Notte, Théâtre de la Reine Blanche, Théâtre Paris-Villette, tournée en France.
- 2019 : Xamûma fane lay dëm / Je ne sais pas où je vais (texte et danse), chorégraphie d'Amala Dianor, commande de Corcordan(s)e.
- 2020 : La Magia lenta (traduction en catalan de Joan Casas), mise en scène de Pierre Notte, Dau al Sec, Barcelone.
- 2020 : Ma forêt fantôme (auteur), mise en scène de Vincent Dussart, création au Mail, Soissons.
- 2021 : Jubiler (auteur), mise en scène de Pierre Notte, création à la Reine Blanche, Paris.
- 2021 : L'Archipel (auteur), mise en scène de Jean-Philippe Naas, création au festival Les Petites fugues, Bourgogne-Franche Comté.
- 2022 : Déraisonnable (auteur), mise en scène de Catherine Schaub, création au théâtre Artéphile, festival d'Avignon.
- 2022 : NBA (auteur), lecture dirigée par Laetitia Mazzoleni, au Palais des Papes, dans le cadre du Souffle d'Avignon.
- 2023 : Ma forêt fantôme (auteur), mise en scène de Vincent Dussart, reprise au théâtre de Belleville, Pairs, du 09 au 30 avril.
- 2023 : Je suis ailleurs (auteur), lecture dirigée par Benoit Giros à Artéphile le 20 juillet, festival d'Avignon.
- 2023 : Déraisonnable (auteur), mise en scène de Catherine Schaub, reprise à Artéphile du 07 au 26 juillet, festival d'Avignon.
- 2024 : Hetero, mise en scène de Jean-Philippe Salério, théâtre de l’Elysée, Lyon.
- 2024 : Marcher dans le vent (co-auteur avec Laurent Moreau, Jean-Philippe Naas et Julie Rey), mise en scène de Jean-Philippe Naas, Le Grand bleu, Lille, La Villette, Paris.
- 2024 : Tant pis c'est moi (co-auteur avec Sam Karmann) La Scala-Provence, Festival d'Avignon. Reprise à La Scala-Paris puis au Lucernaire.
- 2025 : Avec Plaisirs de Sandie Masson (mise en scène), avant-premières à La Huchette, Paris, création à Artéphile, festival d'Avignon.
- 2025 : Le Voyage d'hiver (auteur), mise en scène de Benoit Giros, création à Artéphile, festival d'Avignon.

## Distinctions
- 1999 : Nomination pour le Prix du Livre Inter pour J'apprends l'allemand[6]
- 2016 : Lauréat du prix Amila-Meckert pour Ah !  Ça ira...
- 2022 : Lauréat du prix Lire en poche de littérature française pour Les Métèques